# 羽生市立東中学校
羽生市立東中学校（はにゅうしりつ ひがしちゅうがっこう）は、埼玉県羽生市にある公立中学校。シンボル花はヒトツバタゴ。

## 学校教育目標
- 昇る陽の如く 大志を抱け
- 昇る陽の如く 明るく照らせ
- 昇る陽の如く たくましく
- 昇る陽の如く 命を輝かせ
- そして生きよ 昇る陽の如く

## 歴史
- 1981年（昭和56年）4月1日 - 羽生市立学校規模適正化審議会答申に基づき、羽生市立井泉中学校、羽生市立手子林中学校、 羽生市立千代田中学校を統合し新設開校する。
- 1997年（平成9年）4月 - 科学技術庁長官賞受賞（創意工夫育成功労学校表彰として）
- 2010年（平成22年）10月15日 - 東中学校イメージキャラクター「のぼる君」制定

## 部活の主な功績
- 2010年 野球部：新人体育大会県大会優勝
- 2014年 野球部：総合体育大会県大会優勝・関東大会出場
- 2014年 野球部：新人体育大会県大会準優勝
- 2016年 野球部：新人体育大会県大会優勝
- 2018年 野球部：総合体育大会県大会準優勝・関東大会ベスト8
- 2022年 野球部：文部科学大臣杯埼玉県予選優勝・全国大会出場
- 2023年 陸上部：女子棒高跳び第2位・関東大会第2位
- 2023年 野球部：文部科学大臣杯埼玉県予選準優勝・関東大会出場

## 交通アクセス
- 東北自動車道羽生ICより車で5分
- 東武鉄道羽生駅より車で10分